# Orlando Echeverri Benedetti
Orlando Echeverri Benedetti (Cartagena de Indias, 26 ottobre 1980) è uno scrittore colombiano spagnolo.

## Biografia
In precedenza ha lavorato per il quotidiano El Universal e suoi articoli sono stati puublicati su El Malpensante e Universo Centro hanno anche pubblicato alcuni suoi racconti e articoli. Nel 2014 ha vinto il Concorso Nazionale assegnato dall'Instituto Nacional de las Artes di Bogotá con il suo romanzo Sin freno por la senda equivocada, che è stato successivamente pubblicato da El Peregrino Ediciones. Il suo secondo romanzo, Criacuervo, è stato pubblicato l'anno successivo da Angosta Editores e selezionato come uno dei migliori libri colombiani nel 2017 dalla rivista SOHO. Criacuervo è stato anche uno dei romanzi finali selezionati per il premio per il romanzo dal Ministero della Cultura colombiano nel 2018. Nel 2018 Random House ha pubblicato il suo terzo libro, La fiesta en el cañaveral, una raccolta di racconti.
Nel 2019 l'Instituto Nacional de las Artes di Bogotá lo ha invitato a partecipare a Bogotá Contada, un'iniziativa che invita scrittori ispanici americani a visitare la capitale colombiana per tenere conferenze e scrivere sulla città.

## Opere

### Romanzi
- Sin freno por la senda equivocada, Bogotá, El Peregrino Ediciones, 2015. ISBN 9789588911182
- Criacuervo, Medellín, Angosta Editores, 2017. ISBN 9789585965263
  - Criacuervo, traduzione di Marta Rota Núñez, Ortona (CH), Edicola, 2019, ISBN 978-88-99538-43-9

### Libri di racconti
- La fiesta en el cañaveral, Bogotà, Literatura Random House, 2018, ISBN 9789585458611

### Antologie
- Puñalada trapera, Antología de cuento colombiano, [cuentos deː Antonio García Ángel, Mónica Gil Restrepo, Luis Noriega, Pilar Quintana, Andrés Mauricio Muñoz, Carolina Cuervo, Gilmer Mesa, Patricia Engel, Andrés Felipe Solano, Mariana Jaramillo Fonseca, Orlando Echeverri Benedivel, Gloria Daniel Ferreira, Margarita García Robayo, Juan Cárdenas, Daisy Hernández, Humberto Ballesteros, Juliana Restrepo, César Mackenzie, Daniel Villabón, Natalia Maya Ochoa e Matías Godoy], Bogotà, Rey Naranjo Editores, 2017, ISBN 9789588969473
- Heridas. Ventidue racconti dalla Colombia, traduzione di M. C. Secci, Narni, Gran vía edizioni, 2019, ISBN 978-8895492582
- El Coi y otros cuentos. [Antología colombiana de cuentos de Carlos Mauricio Vega Pacheco, Orlando Echeverri Benedetti, Carlos Gabriel Rodríguez, Julian Enrique Penagos, VinceDaniel Taborda Hernàndez, Róbinson Grajales, Jerónimo García Riaño, Juan Diego Zabala Harold Duque, John Diego Zabala Harold Duque, Armalla, Rubén Darío Barreto Viana, Efrain Enrique Villanueva, Jorge Lewinnek, Farid Mendez Lozano, Eduardo Otálora, Andrés Leonardo Estupiñán, Boris Arturo Ramírez, Miguel Angel Afanador, Alejandro Arciniegas, Clinton Ramírez, Andrea Beaudoin Valenzuela, Rolando], Barranquilla, Fundación La Cueva. 2018. ISBN 9789585938588